# Rue John-Fitzgerald-Kennedy (Toulouse)
Pour les articles homonymes, voir Rue John-Fitzgerald-Kennedy.
La rue John-Fitzgerald-Kennedy (en occitan : carrièra John Fitzgerald Kennedy) est une voie publique de Toulouse, chef-lieu de la région Occitanie, dans le Midi de la France.

## Situation et accès

### Description
La rue John-Fitzgerald-Kennedy est une voie publique. Elle se trouve à l'est du quartier Arnaud-Bernard.
Elle naît perpendiculairement à la rue Charles-de-Rémusat, presque dans le prolongement de la rue du Sénéchal. Longue de 125 mètres, parfaitement rectiligne et large de 10 mètres, elle est orientée à l'est. Elle se termine au carrefour de la rue d'Alsace-Lorraine.
La chaussée compte une seule voie de circulation automobile à sens unique, de la rue Charles-de-Rémusat vers la rue d'Alsace-Lorraine. Elle est définie comme une zone de rencontre et la vitesse y est limitée à 20 km/h. Il n'existe pas de piste, ni de bande cyclable, quoiqu'elle soit à double-sens cyclable.

### Voies rencontrées
La rue John-Fitzgerald-Kennedy rencontre les voies suivantes, dans l'ordre des numéros croissants :
1. Rue Charles-de-Rémusat
2. Rue d'Alsace-Lorraine

### Transports
La rue John-Fitzgerald-Kennedy n'est pas directement desservie par les transports en commun Tisséo. Elle débouche cependant à l'ouest sur la rue Charles-de-Rémusat, parcourue par la navette Ville. La station de métro la plus proche est la station Capitole, sur la ligne de métro . 
Les stations de vélos en libre-service VélôToulouse les plus proches sont les stations no 2 (21 rue Lafayette) et no 7 (6 rue du Rempart-Villeneuve).

## Odonymie

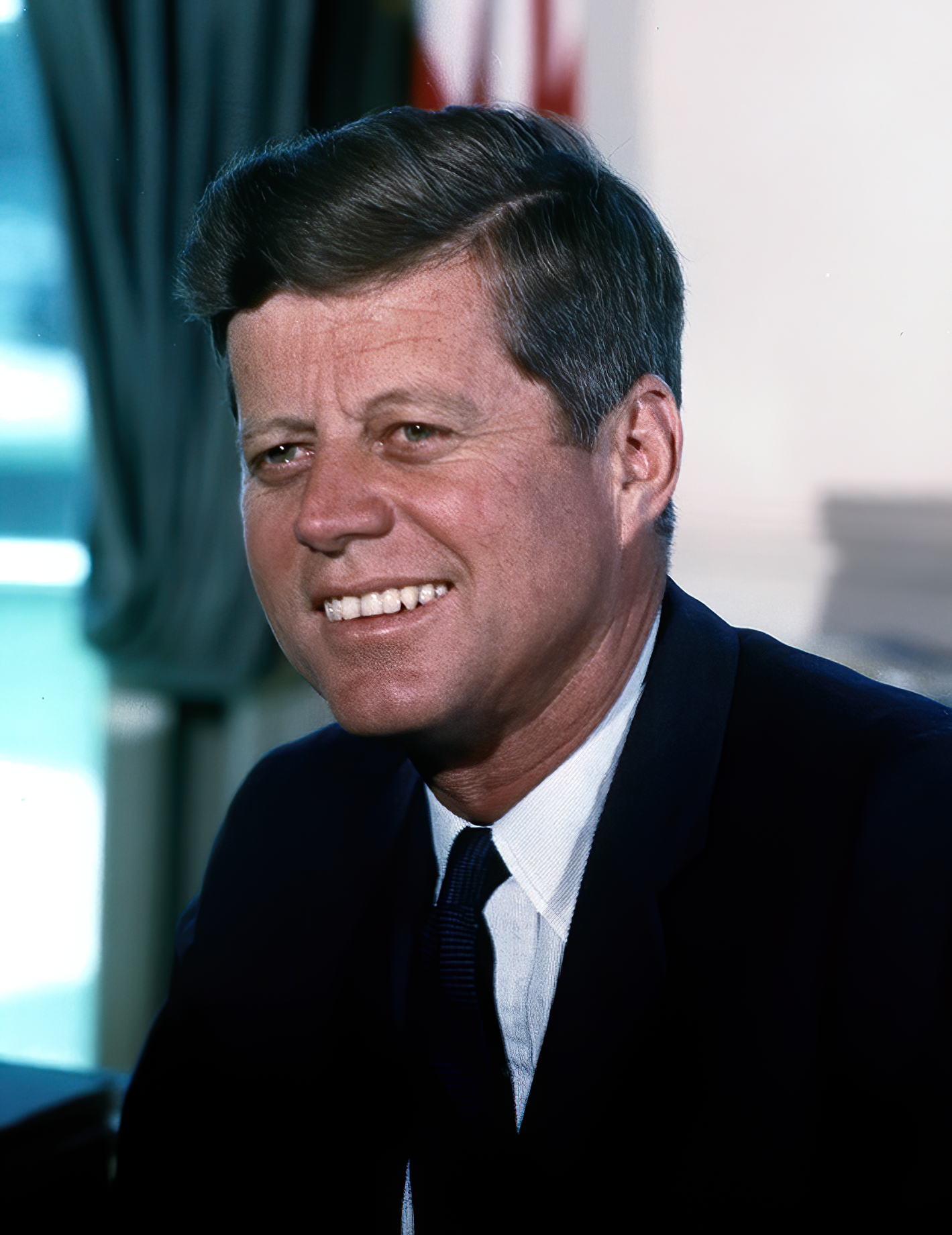
Portrait de John F. Kennedy dans le Bureau ovale (juillet 1963, Cecil Stoughton).

Depuis qu'elle avait été ouverte, en 1887, la rue portait naturellement le nom de rue de la Poste : c'est en effet dans la rue que s'ouvrait l'hôtel des Postes.
En 1964, elle fut renommée en mémoire de John Fitzgerald Kennedy, 35e président des États-Unis, assassiné le 22 novembre 1963 à Dallas. Son nom avait été suggéré pour la rue Lapeyrouse, qu'il aurait fallu débaptiser, mais qui présentait l'avantage de se trouver dans la continuité des allées du Président-Franklin-Roosevelt et de la place du Président-Thomas-Woodrow-Wilson – deux autres présidents américains –, mais la proposition rencontra une vive opposition.

## Histoire

### Époque contemporaine
Au cours du XIXe siècle, les municipalités toulousaines mènent des travaux importants d'urbanisme et d'élargissement des voies de la ville. La rue Charles-de-Rémusat, entre la place du Capitole, dont on élève le côté nord, et le boulevard de Matabiau (actuel boulevard de Strasbourg), aménagé à l'emplacement du rempart qu'on s'attache à démolir, est progressivement réaménagée à partir de 1825, tandis qu'une large voie nouvelle, la rue d'Alsace-Lorraine, est percée entre 1869 et 1873. 
En 1883, la municipalité, cherchant le meilleur emplacement pour l'hôtel des Postes, à l'étroit dans ses anciens locaux de l'hôtel de Boysson, rue Sainte-Ursule (actuel no 13), décide d'ouvrir une nouvelle rue au cœur du 4e moulon de Saint-Sernin, limité par les rues Lafayette, Rémusat, Rivals et Caussette. La construction entre 1886 et 1890, par l'architecte Joseph Thillet, de l'hôtel des Postes (actuels no 6-6 ter) et de sa monumentale façade en pierre marque le début des travaux de la nouvelle rue. Des immeubles sont élevés en quelques années, entre 1890 et 1896, dans les styles haussmannien et éclectique, particulièrement par les architectes Ernest Gazagne (actuels no 4 et 9), Joseph Galinier (actuel no 8), Jacques Lacassin (actuel no 11) et Georges Masquet (actuels no 1 et 3). Les immeubles sont occupés par de nombreuses boutiques, principalement dévolues à la confection et aux nouveautés, tels la maison Crémieux, tenue par Adolphe Cohn (actuel no 1) la maison Erdrich (actuel no 2) vers 1900, remplacée par la boutique Antoinette, Paris-Dentelles (actuel no 5) dans les années 1920 et Blanche-Neige (actuel no 4) vers 1940, mais aussi la bijouterie Aversenq (actuel no 4). On trouve également plusieurs hôtels, comme l'hôtel du Petit Louvre (actuel no 7) en 1905, et des brasseries, comme la rôtisserie La Marseillaise, remplacée en 1950 par le Petit Riche (actuel no 8). 

## Patrimoine et lieux d'intérêt

### Hôtel central des Postes
Le premier hôtel des Postes est construit entre 1886 et 1890 par Joseph Thillet (actuels no 6-6 ter). Il élève sur la rue une façade monumentale de style éclectique en pierre de taille – la plus importante de la ville à l'époque – qui se développe sur quinze travées. La symétrie de la façade est soulignée par les dosserets à bossages qui encadrent les neuf travées centrales, ainsi que par le traitement de la travée centrale elle-même. 
Le rez-de-chaussée et l'entresol sont mis en valeur par un bossage continu et couronnés d'une fine corniche à denticules. Il est éclairé, dans les travées centrales, par de hautes fenêtres segmentaires qui ont des appuis soutenus de corniches et des grilles en fer forgé. Dans la travée centrale, l'ancienne porte d'entrée a été transformée en fenêtre. Elle porte une agrafe chargée du blason sculpté de la ville de Toulouse soutenu de putti et, dans les écoinçons, des médaillons gravés des lettres R et F (« République française »). Les étages sont séparés par des corniches moulurées et percés de fenêtres, segmentaires au 1er étage et rectangulaires au étages supérieurs. La travée centrale, en saillie, est encadrée de pilastres superposés à chapiteaux doriques. Dans la travée centrale, un cartouche porte l'inscription « Postes et Télégraphes ». Il est surmonté d'une horloge chargée d'une guirlande de fleurs et de fruits et encadrée par deux sculptures dont les mains se rejoignent : Cérès, tenant un rameau, et Mercure, tenant le caducée.

### Immeubles
- no  1 : immeuble Trapé (1890, Georges Masquet)[13].
- no  4 : immeuble Pujos (1891, Ernest Gazagne)[14].
- no  11 : immeuble Feuga (1891, Jacques Lacassin)[15].